# Vprašalnica
Vprašálnica je v jezikoslovju beseda, izraz, s katerim se vprašuje po čem ali ki uvaja vprašanje. Gre za zaimek, členek ali besedno zvezo, s katerimi se uvajajo vprašalni stavki (npr. Kdo v Kdo je ta človek?; kljub čemu v Kljub čemu boste odšli iz pisarne? ...). Stavčni členi imajo svoje značilne vprašalnice: po osebku se vprašamo kdo ali kaj, po povedku kaj se dela/dogaja/je, po predmetu koga ali kaj, komu ali čemu itd., po prislovnem določilu z vprašalnimi prislovi, kot so kam, kje, kod, kdaj, kako, zakaj, čemu itd.